# Юніс Амаан
Юніс Амаан аль-Насіб (араб. يونس أمان) — оманський футболіст, який грав на позиції нападника, та оманський футбольний тренер. Він зіграв 65 матчів у складі національної збірної Оману, та брав участь у 3 розіграшах Кубка націй Перської затоки.
На клубному рівні Амаан виступав за клуби «Дофар» та «Мірбат». Він 5 разів ставав кращим бомбардиром Професіональної ліги Оману, а також клубного кубка чемпіонів Перської затоки. Протягом 7 сезонів у клубі «Мірбат» Амаан також тренував молодіжні команди клубу; протягом останніх 2 сезонів він був граючим тренером основної команди клубу.
Після завершення виступів на футбольних полях Юніс Амаан продовжив працювати тренером, отримавши ліцензії C і B від АФК. На своїй першій посаді головного тренера він допоміг «Аль-Іттіхаду» підвищитися до найвищого дивізіону Оману. Після роботи по одному сезону в [[Аль-Гіляль (Салала)|«Аль-Гілялі» та «Дофарі» Амаан ще 4 рази очолював «Аль-Іттіхад», останній раз він очолив команду в середині сезону, після чого вона вибула до нижчого дивізіону. Амаан очолив клуб «Салала» в середині сезону 2015—2016 років, коли клуб перебував у нижній частині таблиці, але не зміг покращити позицію, і «Салала» вибула до нижчого дивізіону.
Окрім тренерської роботи, Амаан працював студійним аналітиком для «Al Jazeera Sport» під час Кубка націй Перської затоки 2009 року. Він був частим критиком Футбольної асоціації Оману та футбольної адміністрації країни, закликаючи до підвищення професіоналізму Оманської професійної ліги, та критикуючи виступи національної збірної.